# 西友偽装肉返金事件
西友偽装肉返金事件（せいゆうぎそうにくへんきんじけん）は、2002年に北海道札幌市東区にあるスーパーマーケット・西友の店舗において発生した産地偽装食品の返金騒動である。

## 事件の発端
この年、雪印食品や日本ハムといった食品メーカーにおいて次々と牛肉偽装が発覚し社会問題となった中、大手スーパーマーケットである西友の狭山市駅前店（埼玉県狭山市）においてアメリカ産やカナダ産の牛肉、豚肉を日本産と偽って販売していたことが、9月に赴任した畜産マネジャーによって発見された。また、その後の内部調査で、札幌市の元町店（現・元町北二十四条店）でも同様の偽装が発見された。
西友側は、牛肉・豚肉を購入した顧客に対して返金をすることになったが、偽装していた期間が1年間と長期間であったこともあり、レシートなどの提示を求めることは困難と判断し、証拠書類がなくても申告に基づいて返金に応じるとした。

## 経過
狭山市駅前店では9月18日から返金を行っていたが、混乱は起きていなかった。
元町店でも27日から返金が開始され、当初は主婦などの顧客が返金を求めて店舗に押し寄せたが、午後になると噂を聞きつけた暴力団関係者や不良少年なども来店し、返金を求めるようになった。29日には返金額が5,000万円以上（年間販売額の3倍以上）になったため、元町店側は返金を打ち切り、特売による還元に転換することを発表した。翌30日は臨時休業としたが、返金を求める若者ら数百人が集まって大混乱となった。さらに警備員に暴行したとして19歳の男2人が現行犯逮捕された。この2人は商品を購入していなかった事を認めている。元町店側は10月4日まで休業することにしたと同時に北海道警察へ出動を要請、道警は今回の返金騒動で暴力団が関与していたとして捜査を進め、10月4日に道内の暴力団関係者を恐喝未遂で逮捕した。
一方で元町店での騒動が報道された後の30日には狭山市駅前店でも返金希望者が急増し、この日をもって返金を打ち切った。

## 混乱発生の原因
地元メディアでは、すすきのでたむろしている若者を暴力団関係者が雇い、返金請求に行かせたことが騒動の原因と報じている。

## 騒動後
数人が、元町店から騙し取った代金の返却を申し出た。元町店は予告通り5日に営業を再開し、購入を証明するものを持参した人のみの返金に切り替えたところ、少数の主婦がレシートを持って返金を求めたにとどまり、若者が返金を求めることはなかった。